# Tal Ben Haim (football, 1989)
Pour les articles homonymes, voir Tal Ben Haim et Ben Haim.
Tal Ben Haim (en hébreu : טל בן-חיים), est un footballeur international israélien, né le 5 août 1989 à Kfar Saba en Israël. Il évolue au poste d'attaquant avec le Maccabi Petah-Tikva.

## Biographie

### Carrière de joueur
Il fait ses débuts professionnels au Maccabi Petah-Tikva en Ligat HaAl contre le Bnei Yehoudah Tel-Aviv le 3 mai 2008. Puis le 24 mai, il inscrit son premier but en Ligat HaAl contre l'Hapoël Tel-Aviv. 
Le 16 juillet 2012, il signe un contrat de deux ans avec l'Hapoël Tel-Aviv, dans lequel le Maccabi Petah-Tikva obtiendra 75 % du montant de son éventuel prochain transfert, avec une clause libératoire de 1,5 million d'euros. Il fait ses débuts pour le club le jour de ses 23 ans, le 5 août 2012, lors de la Toto Cup. Sept jours plus tard, il inscrit son premier but lors de la Toto Cup contre le Maccabi Netanya. Le 23 août 2012, il réalise sa première apparition dans une compétition européenne contre le club luxembourgeois du F91 Dudelange, où il inscrit un but. Trois jours plus tard, il marque son premier but en Ligat HaAl contre l'Hapoël Rishon LeZion.
Le 25 juin 2013, il signe un contrat de quatre ans avec le Maccabi Tel-Aviv dans un accord incluant 1,1 million d'euros et un paiement de 25 % au Maccabi Petah-Tikva en cas de vente. Il fait ses débuts le 17 juillet 2013 lors du deuxième tour de qualification de la Ligue des champions contre le Győri ETO. Il marque son premier but lors du match retour contre le Győri ETO juste une semaine plus tard.
Le 26 juin 2017, il signe un contrat de quatre ans avec le Sparta Prague. Se chiffrant à 2,9 millions d'euros, le montant de son transfert fait de lui le joueur le plus cher dans l'histoire du championnat de République tchèque. Il fait ses débuts en HET liga.

### Carrière internationale
En mars 2011, il est convoqué pour la première fois en équipe d'Israël par le sélectionneur national Luis Fernandez, pour des matchs des éliminatoires de l'Euro 2012 contre la Lettonie et la Géorgie.
Le 29 mars 2011, il honore sa première sélection contre la Géorgie. Lors de ce match, Tal Ben Haim entre à la 52e minute de la rencontre, à la place de Bibras Natkho. Il inscrit son premier but lors de sa première sélection. Le match se solde par une victoire 1-0 des Israéliens.

## Palmarès
- Avec le  Maccabi Tel-Aviv
  - Champion d'Israël en 2014 et 2015
  - Vainqueur de la Coupe d'Israël en 2015
  - Vainqueur de la Coupe de la Ligue israélienne en 2015

## Statistiques

### Carrière
| Saison                | Club                  | Championnat           | Championnat | Championnat | Coupe nationale | Coupe nationale | Coupe de la Ligue | Coupe de la Ligue | Supercoupe | Supercoupe | Compétition(s) continentale(s) | Compétition(s) continentale(s) | Compétition(s) continentale(s) | Israël | Israël | Total | Total |
| Saison                | Club                  | Division              | M.          | B.          | M.              | B.              | M.                | B.                | M.         | B.         | Comp.                          | M.                             | B.                             | M.     | B.     | M.    | B.    |
| 2006-2007             | Maccabi Petah-Tikva   | Ligat HaAl            | -           | -           | -               | -               | 1                 | 0                 | -          | -          | -                              | -                              | -                              | -      | -      | 1     | 0     |
| 2007-2008             | Maccabi Petah-Tikva   | Ligat HaAl            | 5           | 1           | -               | -               | -                 | -                 | -          | -          | -                              | -                              | -                              | -      | -      | 5     | 1     |
| 2008-2009             | Maccabi Petah-Tikva   | Ligat HaAl            | 24          | 0           | 1               | 0               | 1                 | 0                 | -          | -          | -                              | -                              | -                              | -      | -      | 26    | 0     |
| 2009-2010             | Maccabi Petah-Tikva   | Ligat HaAl            | 29          | 9           | 3               | 1               | 3                 | 0                 | -          | -          | -                              | -                              | -                              | -      | -      | 35    | 10    |
| 2010-2011             | Maccabi Petah-Tikva   | Ligat HaAl            | 30          | 10          | 1               | 0               | 7                 | 3                 | -          | -          | -                              | -                              | -                              | 2      | 1      | 40    | 14    |
| 2011-2012             | Maccabi Petah-Tikva   | Ligat HaAl            | 34          | 9           | 3               | 1               | 3                 | 2                 | -          | -          | -                              | -                              | -                              | 1      | 0      | 41    | 12    |
| Sous-total            | Sous-total            | Sous-total            | 122         | 29          | 8               | 2               | 15                | 5                 | 0          | 0          | -                              | 0                              | 0                              | 3      | 1      | 148   | 37    |
| 2012-2013             | Hapoël Tel-Aviv       | Ligat HaAl            | 30          | 7           | 1               | 0               | 3                 | 2                 | -          | -          | C3                             | 7                              | 1                              | -      | -      | 41    | 10    |
| Sous-total            | Sous-total            | Sous-total            | 30          | 7           | 1               | 0               | 3                 | 2                 | 0          | 0          | -                              | 7                              | 1                              | 0      | 0      | 41    | 10    |
| 2013-2014             | Maccabi Tel-Aviv      | Ligat HaAl            | 29          | 4           | 1               | 0               | -                 | -                 | -          | -          | C1+C3                          | 4+5                            | 1+0                            | 4      | 0      | 43    | 5     |
| 2014-2015             | Maccabi Tel-Aviv      | Ligat HaAl            | 30          | 7           | 3               | 0               | 6                 | 2                 | -          | -          | C1+C3                          | 4+2                            | 2+0                            | 6      | 2      | 51    | 13    |
| 2015-2016             | Maccabi Tel-Aviv      | Ligat HaAl            | 31          | 8           | 3               | 1               | 1                 | 1                 | 1          | 0          | C1                             | 12                             | 1                              | 6      | 0      | 54    | 11    |
| 2016-2017             | Maccabi Tel-Aviv      | Ligat HaAl            | 29          | 15          | 5               | 1               | 3                 | 0                 | -          | -          | C3                             | 12                             | 3                              | 5      | 2      | 54    | 21    |
| Sous-total            | Sous-total            | Sous-total            | 119         | 34          | 12              | 2               | 12                | 3                 | 1          | 0          | -                              | 39                             | 7                              | 21     | 4      | 204   | 50    |
| 2017-2018             | Sparta Prague         | HET liga              | 15          | 0           | 1               | 0               | -                 | -                 | -          | -          | C3                             | 2                              | 0                              | 5      | 0      | 23    | 0     |
| Sous-total            | Sous-total            | Sous-total            | 15          | 0           | 1               | 0               | 0                 | 0                 | 0          | 0          | -                              | 2                              | 0                              | 5      | 0      | 23    | 0     |
| Total sur la carrière | Total sur la carrière | Total sur la carrière | 286         | 70          | 22              | 4               | 30                | 10                | 1          | 0          | -                              | 48                             | 8                              | 29     | 5      | 416   | 97    |

### Buts en sélection
Le tableau suivant liste tous les buts inscrits par Tal Ben Haim avec l'équipe d'Israël.

## Vie privée
Tal Ben Haim est le fils de l'ancien footballeur Ofir Ben Haim.
Il porte exactement le même nom que le défenseur central du Maccabi Tel-Aviv, Tal Ben Haim, qui joue également en sélection israélienne. Il est mentionné dans les rapports de l'UEFA Tal Ben Haim II ou Tal Ben Haim Junior et sur son maillot son nom est épelé Ben Chaim pour le distinguer de son compatriote.